# Влашки Роми
Влашки Роми или Влашки Цигани су ромска заједница која је мигрирала из данашње Румуније (Влашке) у југоисточну Европу (првенствено Балканско полуострво) током 18. и 19. вијека. Они говоре влашким ромским језиком.
- У Мађарској су познати као Влашика или Олах и доселили су се из данашње Руминије као дио „Калдерера” миграционог таласа и дијеле се на Ловаре, Боугештије, Дриздаре и остале. Блиско су повезани са Калдерашима на Балкану. Далеко су малобројнији од Мађарских Рома, који углавном говоре мађарски језик.[1]
- У Србији су познати као Влашки Роми или Цигани и доселили су се из данашње Румуније. Прихватили су православно хришћанство и већином говоре српски језик. Претпоставља се да су они највећа ромска скупина у земљи.[2]
- У Бугарској према анкети чине око 6,1% укупне ромске популације.[3]